# Histoire des Juifs à Głogów
Les Juifs se sont installés à Glogau (Głogów) dès le XIIIe siècle. Mais ce n'est que sous l'empereur Ferdinand II au début du XVIIe siècle que la communauté juive a pu commencer à prospérer. Forte de 1 800 membres à son apogée à la fin du XVIIIe siècle, la communauté va par la suite commencer à décroitre par le départ de nombreuses familles vers les grandes villes allemandes. Ils sont encore 500 à 600 lors de l'arrivée des nazis au pouvoir, mais plus que 45 en 1941. Ceux qui seront restés seront déportés et assassinés en 1943.
Głogów est une ville polonaise dans la voïvodie de Basse-Silésie. Sous le nom de Glogau, elle est incorporée à la monarchie de Habsbourg en 1526, puis rattachée au royaume de Prusse en 1741 à la suite de la première guerre de Silésie et devient allemande en 1871. Elle le restera jusqu'en 1945. Après la Seconde Guerre mondiale, la ville est donnée à la Pologne et reprend le nom de Głogów. La majorité de ses habitants d'origine allemande est expulsée et remplacée par des polonais. La ville compte actuellement un peu plus de 70 000 habitants. 

## Histoire des Juifs et de la communauté juive à Głogów

### DuXIIIeauXVIesiècle
Les premiers Juifs se sont installés à Głogów probablement au milieu du XIIIe siècle. Ce sont principalement des commerçants et des négociants qui profitent de l'emplacement idéal de la ville sur la route commerciale importante reliant la Pologne à la Ruthénie. En 1299, les Juifs locaux reçoivent une série de privilèges du duc de Silésie Henryk III, qui leur accorde le droit de s'installer dans la ville. De plus, les marchands juifs bénéficient dorénavant des mêmes droits que les chrétiens. Les différents points religieux, économiques et légaux sont résumés en 34 paragraphes concernant les droits et obligations de chaque citoyen.
Les Juifs ont également le droit de gérer leur propre cimetière et synagogue. La synagogue et les maisons juives sont situées sur un terrain situé près du château, dépendant de la juridiction du duc. L'emplacement exact du cimetière nous est aujourd'hui inconnu. Certains historiens sont d'avis qu'il se trouve à un endroit actuellement recouvert par les eaux de l'Oder, et d'autres le localisent près de la route de Brzostówa.
Pendant presque tout le XVe siècle, la population juive de la ville est confrontée à des émeutes anti-juives. En 1401, deux Juifs de Głogów sont accusés d'avoir profané et brûlé une hostie. En 1442 et en 1448, les Juifs sont également accusés d'avoir allumé les incendies qui ont ravagé le quartier juif. En 1442, la synagogue est détruite et des maisons juives sont pillées. Les années suivantes, la situation des Juifs dans la ville est loin de s'améliorer. Le sentiment anti-juif persiste et plus d'une fois les habitants juifs sont expulsés de la ville. 

### La communauté juive sous les Habsbourg
En 1526, toute la Silésie passe sous la domination des Habsbourg. L'empereur Rodolphe II décide par son édit de 1582 de bannir tous les Juifs de Silésie. Głogów et Biała sont les deux villes où il y avait encore des Juifs résidant. En 1598, le riche marchand juif Israël Benedikt reçoit de l'empereur Rodolphe II le privilège de s'installer avec sa famille à Głogów et d'y commercer sans aucune restriction. En 1620, la famille de Benedikt obtient l'autorisation de construire une synagogue, qui ne sera achevée qu'en 1636. En 1622, Israël Benedikt et Michael Sachs sont autorisés à construire un cimetière. Situé sur le chemin de Biechów, il ne servira aux enterrements que jusqu'en 1666, date à laquelle un nouveau cimetière est créé non loin des douves de la ville, qui sera utilisé jusqu'en 1740.
Pendant son règne, l'empereur Ferdinand II (1578-1637) permet aux Juifs de s'installer dans la ville de Głogów. Dans un premier temps, ils s'installent dans un quartier qui leur est destiné à proximité immédiate du château, mais rapidement, ceux-ci commencent à s'établir dans toute la ville. La communauté veille à ce que les privilèges accordés à Israël Benedikt soient confirmés par les dirigeants successifs. Au début du XVIIe siècle, la communauté juive est prospère et compte déjà 1 550 membres. Jusqu'au milieu du XIXe siècle, le nombre de Juifs dans la ville reste relativement constant.

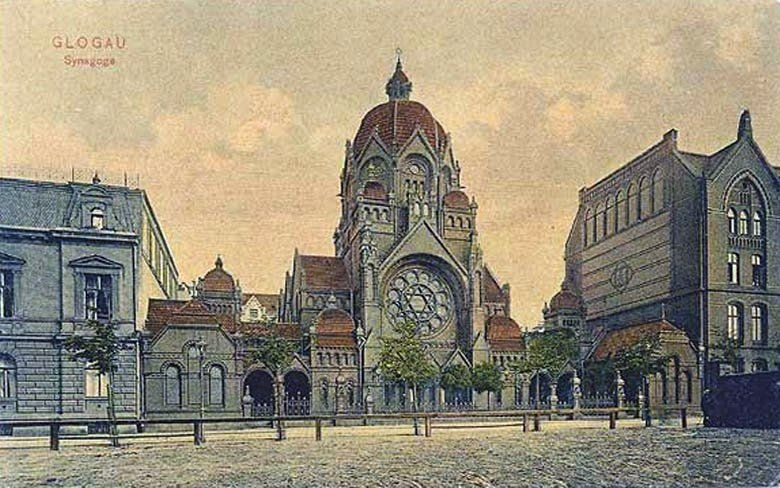
La synagogue de Glogau (vieille carte postale)

### Glogau prussien puis allemand avant le nazisme
En 1756, la communauté juive de Głogów compte exactement 1 644 membres et 1 800 en 1791, à son apogée, représentant approximativement 25 % de tous les Juifs de Silésie. Au début du XIXe siècle, 1 500 Juifs vivent à Głogów, représentant 15 % de la population totale de la ville. En 1812, la communauté compte 1 600 membres, mais ce nombre tombe à 1 107 en 1833, puis à 950 en 1848, ne représentant plus que 6 % de la population totale de la ville. 
Dans la seconde moitié du XIXe siècle, de nombreux Juifs décident de s'installer dans les grandes villes, en particulier à Breslau (Wroclaw) et à Berlin, car ces villes garantissent à la population juive de meilleures conditions financières et sociales. Du fait de l'émigration croissante, le nombre de membres de la communauté passe de 1 010 en 1880 à environ 600 dans les années 1910-1925. Même si elle ne représente déjà pas plus de 2 % de la population de la ville à cette époque, la communauté est toujours l'une des communautés juives les plus riches d'Europe. La communauté juive de Głogów possède son propre cimetière depuis la fin du XIIIe siècle, qui a ensuite été modifié et agrandi à plusieurs reprises. En 1857, un nouveau cimetière est construit juste derrière le jardin des francs-maçons, où sont transférés les restes des défunts de l'ancienne nécropole. La nouvelle synagogue est construite en 1892 et est considérée comme l'une des plus belles d'Allemagne et un symbole de la prospérité de toute la communauté. À partir de 1827, la communauté ouvre également sa propre école primaire.
La plupart des Juifs de Głogów font partie de la classe moyenne supérieure, et une petite minorité peut être considérée comme faisant partie des citoyens très riches. Les entreprises dirigées par des Juifs sont caractérisées par une longue tradition familiale. Les grands magasins et les magasins de textile appartenant à des Juifs contribuent de façon importante à la vie économique de la ville. Parmi les entreprises locales les plus importantes, on trouve par exemple, le grand magasin Ludwig Haurwitz situé dans la Preußische Straße (aujourd'hui rue Grodzka), le grand magasin D. Schleier, la maison de couture Pietrkowski sur la place du marché et le magasin de mode Max Kronheim. En plus, de nombreux Juifs s'occupent du commerce de céréales et de l'artisanat. Certains d'entre eux ont également des relations commerciales avec des pays étrangers.

### La période nazie et la fin de la communauté juive
Après 1933 et l'arrivée au pouvoir des nazis, environ 500 à 600 juifs vivent toujours à Głogów. Le 1er avril 1933, une action est menée dans la ville contre la communauté juive. Des personnalités éminentes de la communauté juive sont arrêtées et conduites sur une charrette à travers la ville avec une pancarte autour du cou où est inscrit les slogans Die Juden sind unser Unglück (Les Juifs sont notre malheur) et Nicht kaufen bei Juden (N'achetez pas aux Juifs). Ils ont dû endurer cette humiliation pendant plusieurs heures, avant d'être relâchés par la suite. À partir de cette date, comme dans d'autres villes allemandes, des patrouilles de la SA sont mises en place devant les magasins juifs, afin de s'assurer que personne ne vienne acheter dans le magasin. Au cours des années suivantes, la situation financière des Juifs se détériore, si bien que finalement ils sont contraints de vendre leurs avoirs aux aryens à des prix dérisoires. 
Lors de la nuit de Cristal, du 9 au 10 novembre 1938, la synagogue de Głogów est pillée et incendiée, et quelque temps plus tard, ses ruines sont rasées. Dans le même temps, les habitants juifs de la ville sont arrêtés par les troupes SA et SS, qui pillent et dévastent leurs maisons. En janvier 1939, la communauté juive de la ville ne compte plus qu'une centaine de membres, mais deux ans plus tard, ils ne sont plus que 45, beaucoup ayant quitté la ville pour se réfugier dans les grandes villes allemandes ou pour émigrer principalement vers la Palestine ou les États-Unis.
Tous les Juifs restants sont alors regroupés dans deux Judenhäuser (maisons des Juifs) et astreints à des travaux forcés. En avril 1943, les 30 personnes d'origine juive demeurant encore en ville, sont déportées vers le ghetto d'Izbica près de Lublin, avant d'être transférées vers les camps d'extermination de Bełżec ou de Sobibor, où elles sont toutes assassinées. Le dernier Juif de Głogów, le rabbin Dr. Léopold Lukas, meurt d'épuisement dans le camp de Theresienstadt le 13 septembre 1943.